# Hotolisht
Hotolisht è una frazione del comune di Librazhd in Albania (prefettura di Elbasan).
Fino alla riforma amministrativa del 2015 era comune autonomo, dopo la riforma è stato accorpato, insieme agli ex-comuni di Lunik, Orenjë, Polis, Qendër Librazhd e Stëblevë a costituire la municipalità di Librazhd.

## Località
Il comune è formato dall'insieme delle seguenti località:
- Hotolisht
- Dardhe
- Vulcan
- Buzgare
- Kokreve
- Vehcan
- Xhyr